# زوگین اویدوف
زوگین اویدوف (مغولی: Зэвэгийн Ойдов؛ زادهٔ ۲۵ مه ۱۹۴۹) کشتی‌گیر اهل مغولستان بود.
وی در مسابقات کشوری و بین‌المللی در مجموع برندهٔ ۳ مدال طلا، ۲ مدال نقره، ۱ مدال برنز شده‌است.